# Stanislao Amato
Stanislao Amato (Cosenza, 9 aprile 1879 – Cosenza, 1944) è stato un avvocato e politico italiano.

## Biografia
Nato a Cosenza, il 9 aprile 1879, fu eletto nel 1909 deputato per la XXIII legislatura del Regno d'Italia e fu riconfermato anche per la XXIV e XXV legislatura.